# Бимс
Бимс (на английски: beams) е опора – напречна греда – поддържаща палубата, платформа, покрива на надстройките в корабостроенето. Част от корпуса на кораб. Предназначени са за придаване на здравина на покритието и разпределение натоварването на палубата към бордовете, конструкцията и осигуряване на напречна здравина на кораба.
В дървеното корабостроене е четириъгълна основа (греда). С развитието на корабите целият елемент е заменен от съставни. С появата на желязото и стоманата първо започват да се използва метален набор (вкл. и бимсове), а след това метална става и обшивката.
Понеже палубата не е плоска, а е извита в средата те се правят също извити в средната част. Линейната величина на огъването се нарична огъване на бимсовете.
Съвременният бимс представлява метална (обикновено стоманена) заварена греда с профил. Може да е единичен или сдвоен, раменен или усилен. За да се намали теглото им може да са с отвори.
Ако бимса е в район на отвор на палубата – товарен люк, шахта, трап и т.н. той не е цял и има прекъсване. Съответно частите се наричат полубимс всяка.

## В авиацията
Бимс е надлъжен елемент на конструкцията на фюселажа. Използва се за рамкиране на големи отвори в обшивката, като люкове за въоръжение, нишите на шасито, товарни врати и рампата.
Използва се за да поеме въртящият момент (огъване) във фюселажа, който се появява в затворения контур на обшивката. Това определя и затвореното сечение на бимса. Често той е формиран като съвкупност от другите елементи на конструкцията: надлъжните стени, полиците и участъци от обшивката.